# Ste-Maxime (Sainte-Maxime)

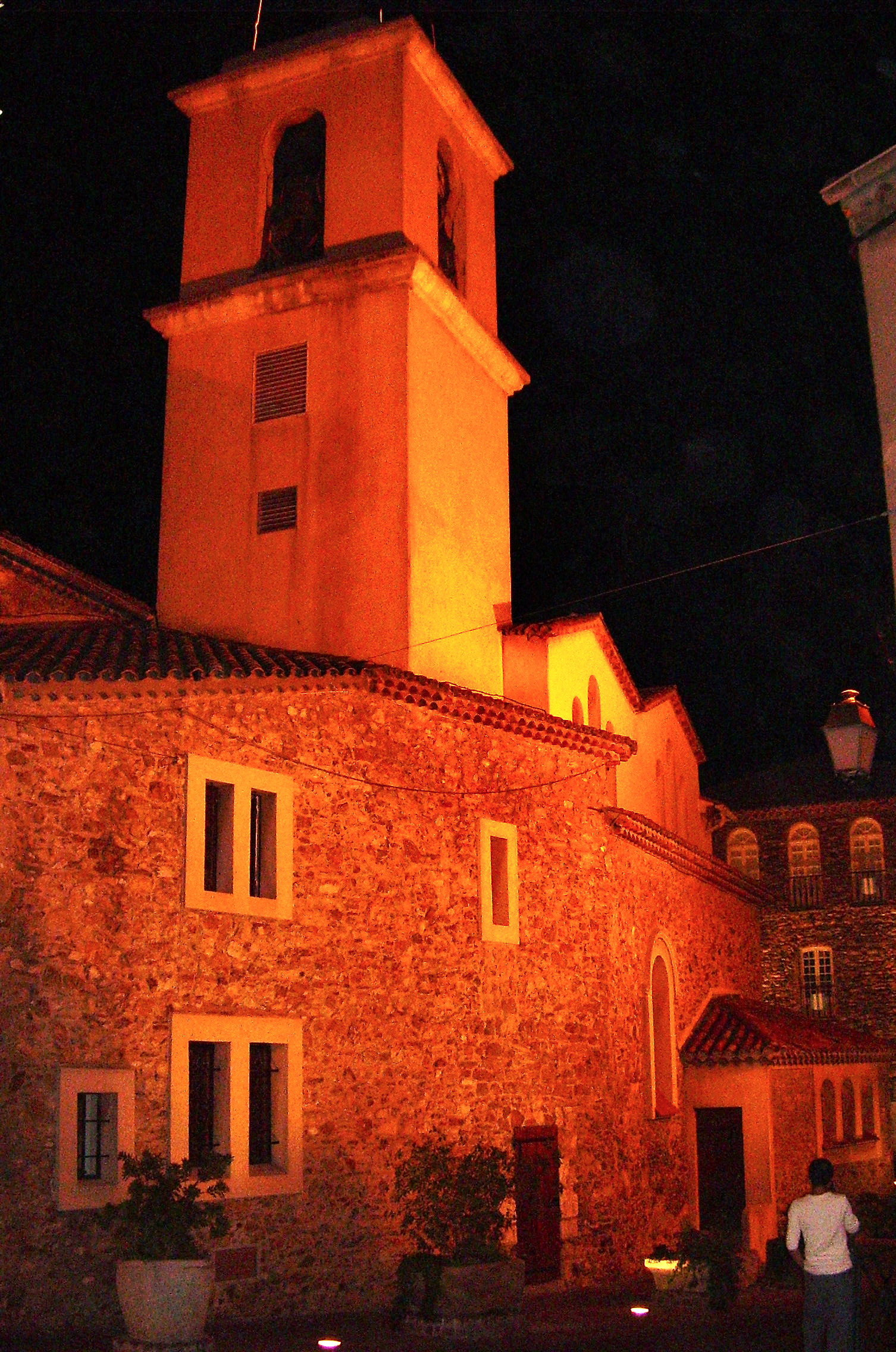
Ste-Maxime (Sainte-Maxime)

Die Kirche Sainte-Maxime ist ein Kirchengebäude der römisch-katholischen Kirche in der südfranzösischen Stadt Sainte-Maxime (zwischen Saint-Tropez und Fréjus).

## Lage und Patrozinium
Die Kirche befindet sich gegenüber der Tour Carrée am Place Mireille de Germond mit Blick auf den Hafen. Sie ist zu Ehren der heiligen Maxima von Rom geweiht.

## Geschichte
Der Kirchenbau wurde von 1756 bis 1762 errichtet und seither mehrfach vergrößert, zuletzt 1938. In die flache Apsis ist ein Oculus eingelassen.

## Ausstattung
Bemerkenswert sind ein Altar des 17. Jahrhunderts, der aus der Kartause La Verne stammt, und der marmorne Hochaltar aus einer Kapelle von Saint-Tropez.
Die Orgel mit 23 Registern auf zwei Manualen und Pedal wurde 1993 von der tschechischen Firma Rieger-Kloss erbaut.